# Macrocamera pansa
Macrocamera pansa är en mossdjursart som först beskrevs av Gordon 1989.  Macrocamera pansa ingår i släktet Macrocamera och familjen Eminooeciidae. Inga underarter finns listade i Catalogue of Life.